# Mittainvilliers-Vérigny
Mittainvilliers-Vérigny est une commune nouvelle française, issue de la fusion au 1er janvier 2016 des communes de Mittainvilliers et Vérigny, situées dans le département d’Eure-et-Loir, en région Centre-Val de Loire. Aucune commune déléguée n'est créée.

## Géographie

### Situation
Le chef-lieu de la commune nouvelle est Mittainvilliers.

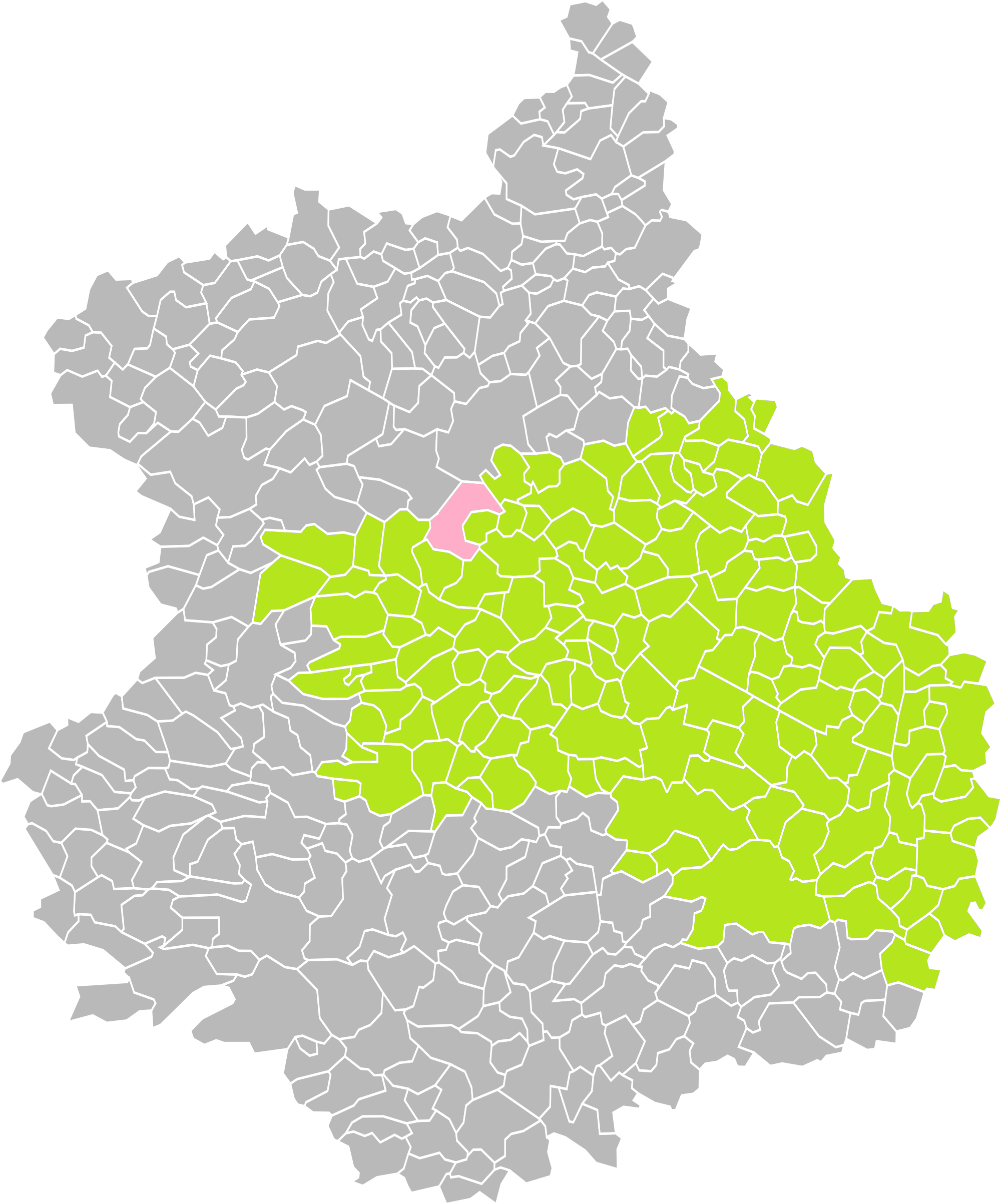
Position de Mittainvilliers-Vérigny (en rose) dans l'arrondissement de Chartres (en vert) du département d'Eure-et-Loir (grisé).

### Climat
Pour des articles plus généraux, voir Climat du Centre-Val de Loire et Climat d'Eure-et-Loir.
En 2010, le climat de la commune est de type climat océanique dégradé des plaines du Centre et du Nord, selon une étude du CNRS s'appuyant sur une série de données couvrant la période 1971-2000. En 2020, Météo-France publie une typologie des climats de la France métropolitaine dans laquelle la commune est exposée à un climat océanique altéré et est dans la région climatique  Sud-ouest du bassin Parisien, caractérisée par une faible pluviométrie, notamment au printemps (120 à 150 mm) et un hiver froid (3,5 °C).
Pour la période 1971-2000, la température annuelle moyenne est de 10,3 °C, avec une amplitude thermique annuelle de 14,9 °C. Le cumul annuel moyen de précipitations est de 720 mm, avec 11,8 jours de précipitations en janvier et 8 jours en juillet. Pour la période 1991-2020, la température moyenne annuelle observée sur la station météorologique de Météo-France la plus proche, « Thimert », sur la commune de Thimert-Gâtelles à 9 km à vol d'oiseau, est de 11,4 °C et le cumul annuel moyen de précipitations est de 634,8 mm,. Pour l'avenir, les paramètres climatiques de la commune estimés pour 2050 selon différents scénarios d'émission de gaz à effet de serre sont consultables sur un site dédié publié par Météo-France en novembre 2022.

## Urbanisme

### Typologie
Au 1er janvier 2024, Mittainvilliers-Vérigny est catégorisée commune rurale à habitat dispersé, selon la nouvelle grille communale de densité à 7 niveaux définie par l'Insee en 2022.
Elle est située hors unité urbaine. Par ailleurs la commune fait partie de l'aire d'attraction de Chartres, dont elle est une commune de la couronne,. Cette aire, qui regroupe 117 communes, est catégorisée dans les aires de 50 000 à moins de 200 000 habitants,.

### Risques majeurs
Le territoire de la commune de Mittainvilliers-Vérigny est vulnérable à différents aléas naturels : météorologiques (tempête, orage, neige, grand froid, canicule ou sécheresse), inondations et séisme (sismicité très faible). Il est également exposé à un risque technologique, le transport de matières dangereuses. Un site publié par le BRGM permet d'évaluer simplement et rapidement les risques d'un bien localisé soit par son adresse soit par le numéro de sa parcelle.

#### Risques naturels
Certaines parties du territoire communal sont susceptibles d’être affectées par le risque d’inondation par débordement de cours d'eau, notamment le Coinon. La commune a été reconnue en état de catastrophe naturelle au titre des dommages causés par les inondations et coulées de boue survenues en 1999,.

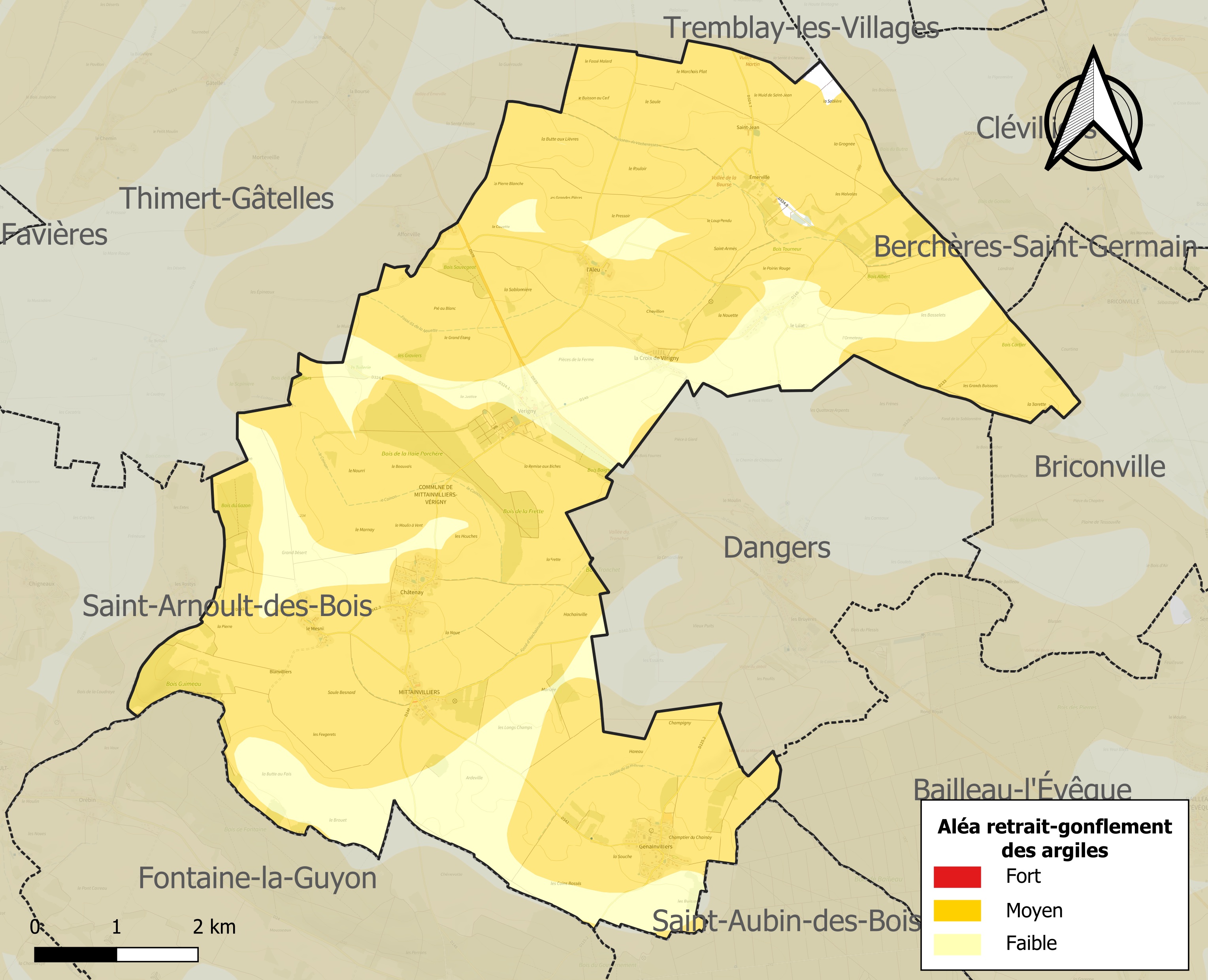
Carte des zones d'aléa retrait-gonflement des sols argileux de Mittainvilliers-Vérigny.

Le retrait-gonflement des sols argileux est susceptible d'engendrer des dommages importants aux bâtiments en cas d’alternance de périodes de sécheresse et de pluie. 78,2 % de la superficie communale est en aléa moyen ou fort (52,8 % au niveau départemental et 48,5 % au niveau national). Sur les 339 bâtiments dénombrés sur la commune en 2019, 261 sont en aléa moyen ou fort, soit 77 %, à comparer aux 70 % au niveau départemental et 54 % au niveau national. Une cartographie de l'exposition du territoire national au retrait gonflement des sols argileux est disponible sur le site du BRGM,.
Concernant les mouvements de terrains, la commune a été reconnue en état de catastrophe naturelle au titre des dommages causés par des mouvements de terrain en 1999.

#### Risques technologiques
Le risque de transport de matières dangereuses sur la commune est lié à sa traversée par des infrastructures routières ou ferroviaires importantes ou la présence d'une canalisation de transport d'hydrocarbures. Un accident se produisant sur de telles infrastructures est en effet susceptible d’avoir des effets graves au bâti ou aux personnes jusqu’à 350 m, selon la nature du matériau transporté. Des dispositions d’urbanisme peuvent être préconisées en conséquence.

## Toponymie
Voir les paragraphes Toponymie de Mittainvilliers et Toponymie de Vérigny.

## Histoire
La commune nouvelle est née le 1er janvier 2016 de la fusion de 2 communes : Mittainvilliers et Vérigny.

## Politique et administration

### Liste des maires
| Période                                  | Période  | Identité       | Étiquette | Qualité         |
| ---------------------------------------- | -------- | -------------- | --------- | --------------- |
| 1er janvier 2016                         | En cours | Mickaël Tachat | SE        | Cadre supérieur |
| Les données manquantes sont à compléter. |          |                |           |                 |

## Population et société

### Démographie
| Nom                     | Code Insee | Intercommunalité         | Superficie (km2) | Population (dernière pop. légale) | Densité (hab./km2) |
| ----------------------- | ---------- | ------------------------ | ---------------- | --------------------------------- | ------------------ |
| Mittainvilliers (siège) | 28254      | CA de Chartres Métropole | 11,72            | 508 (2013)                        | 43                 |
| Vérigny                 | 28402      | CA de Chartres Métropole | 13,04            | 302 (2013)                        | 23                 |

## Culture locale et patrimoine

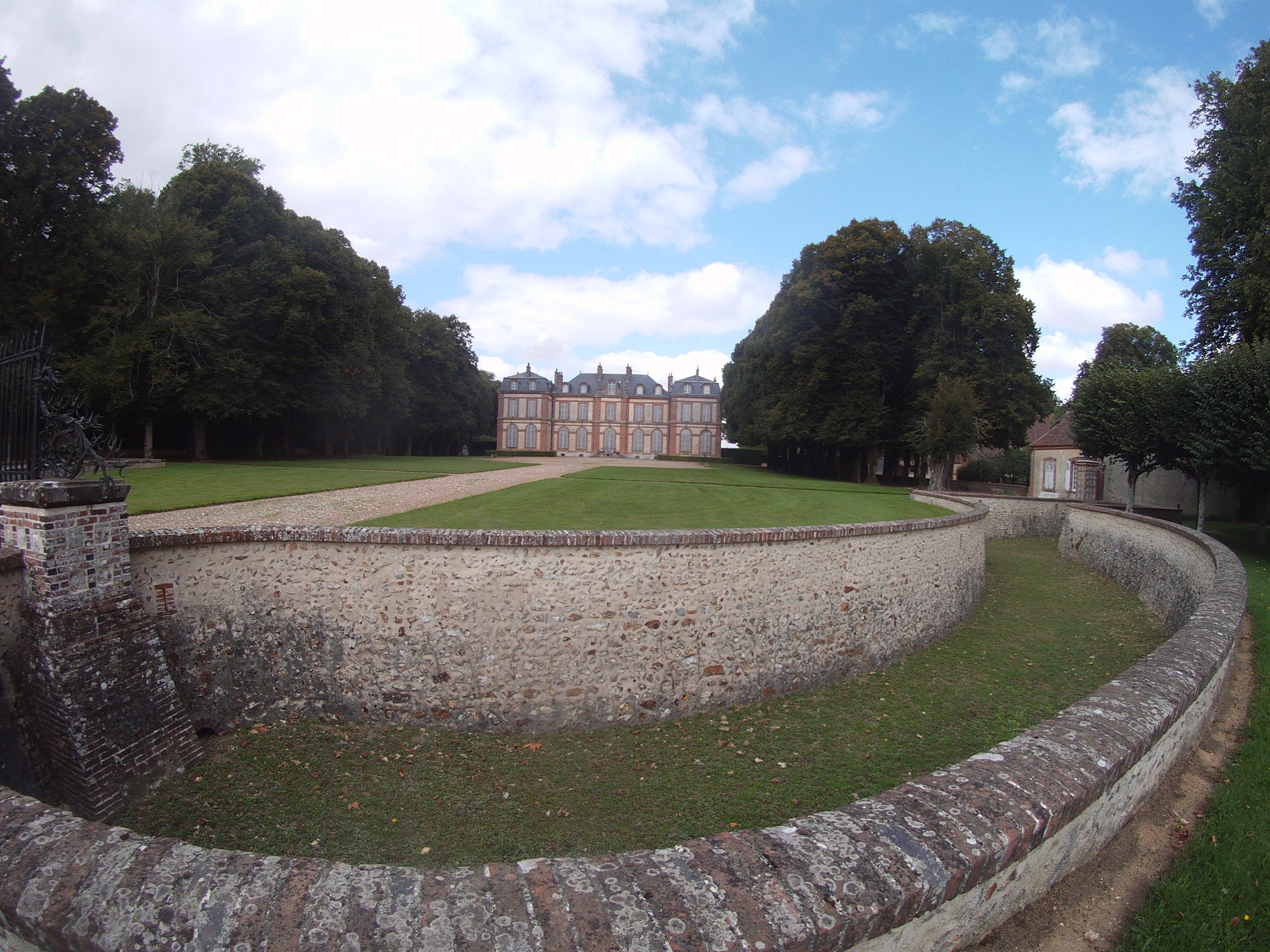
Le château de Vérigny.

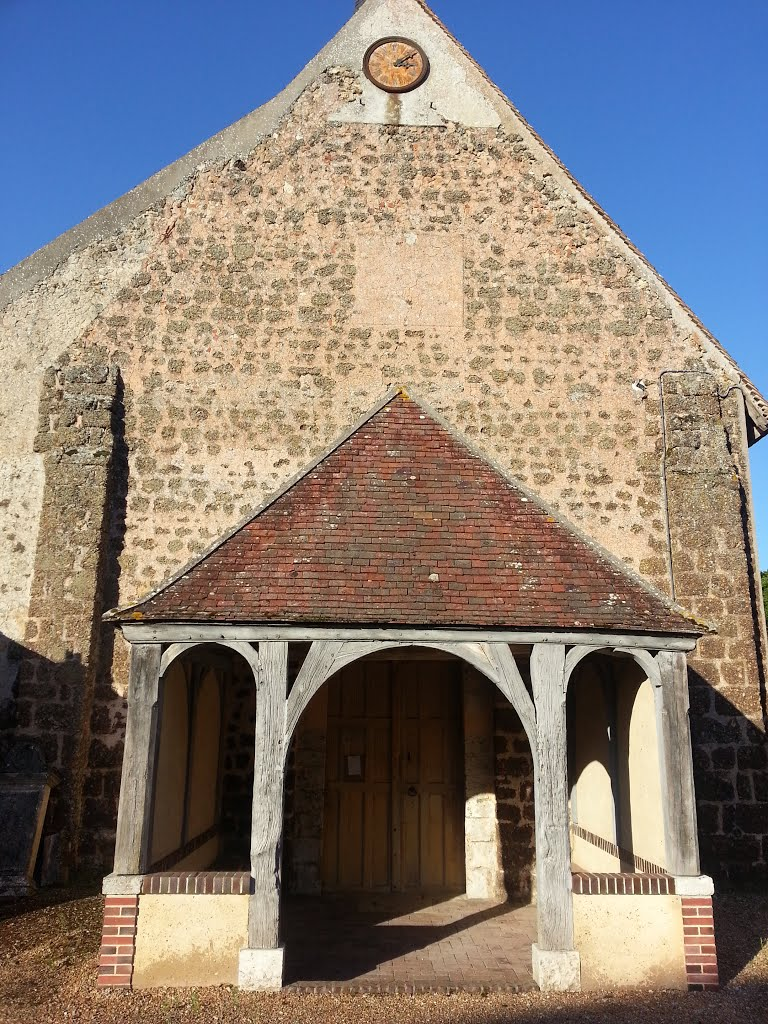
L'église Saint-Rémi.

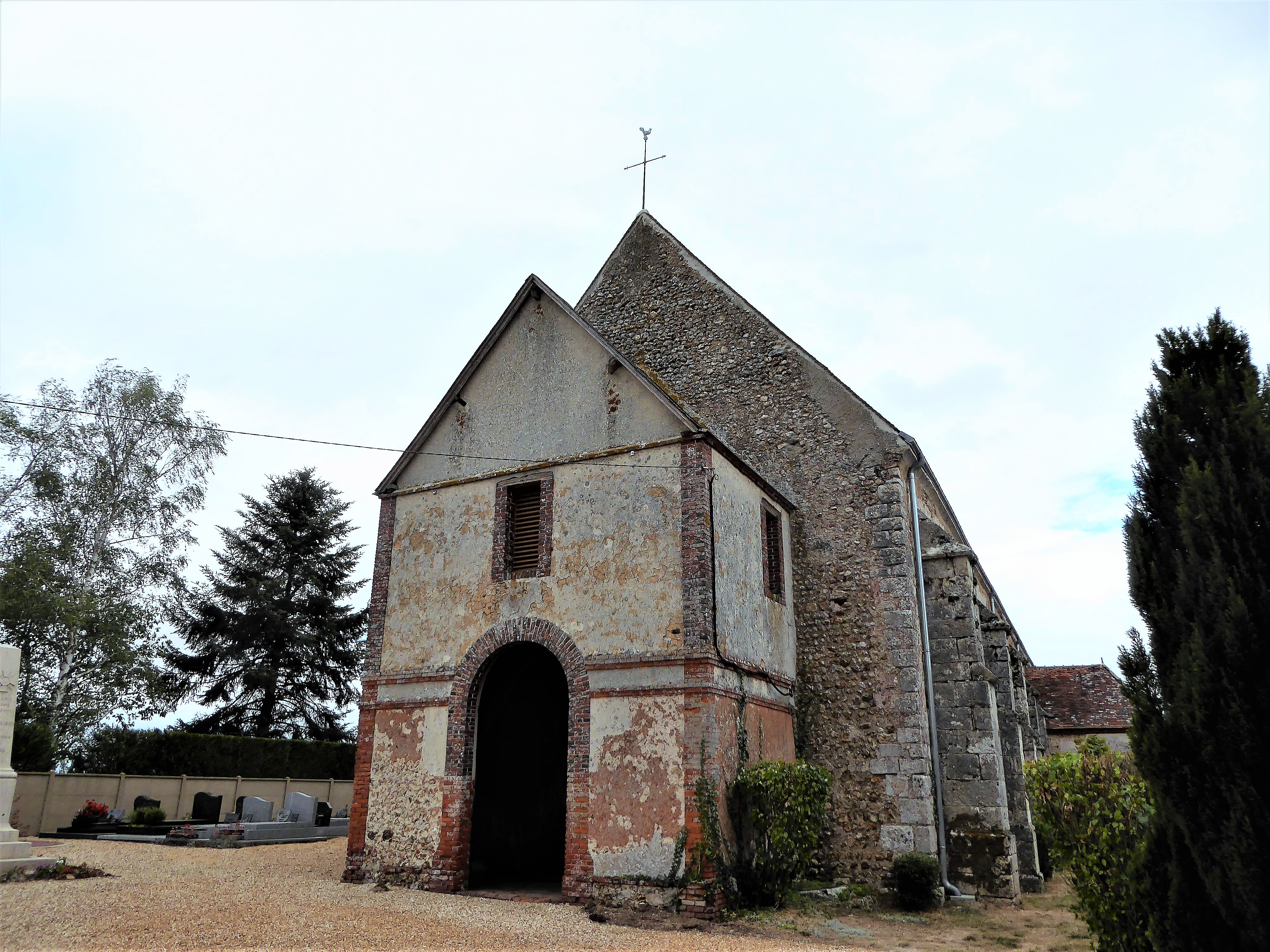
L'église de la Madeleine.

Voir en complément les paragraphes Culture locale et patrimoine de Mittainvilliers et Culture locale et patrimoine de Vérigny.

### Lieux et monuments

#### Château de Vérigny
Inscrit MH (1975).

#### Église Saint-Rémi
L'église Saint-Rémi de Vérigny,  Inscrit MH (2023), possède une cloche de 1643, ainsi qu'un mécanisme d'horloge de 1786, protégés et classés au titre d'objets monuments historiques.

#### Église de la Madeleine
L'église de la Madeleine de Mittainvilliers est bâtie sur un plan rectangulaire avec un chevet plat. Sa façade occidentale est précédée d'un porche ou caquetoire.

#### Autres lieux et monuments
- Monument aux morts de Mittainvilliers.

### Héraldique
| Blason de Mittainvilliers-Vérigny | Blason  | D'hermine à la barre de gueules chargée de deux épis de blé tigés et feuillés d'or posés à plomb. |
| Blason de Mittainvilliers-Vérigny | Détails | Article de presse L’Écho Répulicain du 9 mars 2020                                                |